# Адлерберг, Александр Александрович (генерал)
Александр Александрович Адлерберг (11 [23] июля 1849, Рига — 9 апреля 1931, Загреб, Савская бановина) — генерал от инфантерии.

## Биография
Александр Александрович Адлерберг родился 11 (23) июля 1849 года в городе Риге Лифляндской губернии. Евангелическо-лютеранского вероисповедания. Из дворян.
Сын генерал-майора, Георгиевского кавалера, командира 2-й бригады 9-й пехотной дивизии А. Я. Адлерберга (1806—1855), который погиб при оборона Севастополя.
- Зачислен в Пажеский корпус (7.07.1855; вероятно в связи с гибелью отца).
- В службу вступил 01.09.1867. Окончил Пажеский Его Величества корпус.
- Выпущен прапорщиком (ст. 12.07.1869) в лейб-гвардии Преображенский полк. Позже служил в лейб-гвардии Финляндском полку.
- Подпоручик (ст. 28.03.1871).
- Поручик (ст. 16.04.1872).
- Штабс-капитан (ст. 30.08.1875).
- Капитан (ст. 30.08.1877).
- Участник русско-турецкой войны 1877—1878.
- Полковник (ст. 13.04.1886). Командовал ротой 10 лет и 3 месяца; батальоном — 7 лет и 7 месяцев.
- Командир 148-го пехотного Каспийского полка (22.11.1893-31.10.1899).
- Генерал-майор (ст. 31.10.1899).
- Командир 1-й бригады 20-й пехотной дивизии (31.10.1899-15.02.1900).
- Командир 2-й бригады 23-й пехотной дивизии (15.02.1900-27.06.1906).
- Командующий 24-й пехотной дивизией (27.06.-30.07.1906).
- Генерал-лейтенант (ст. 30.07.1906).
- Начальник 24-й пехотной дивизии (30.07.1906-10.01.1907).
- 2 августа 1906 года руководил казнями участников Кронштадтского восстания, проявляя при этом особый садизм[1].
- Начальник 2-й гвардии пехотной дивизии (10.01.1907-24.06.[1908).
- Командир 2-го армейского корпуса (с 24.06.1908).
- Произведён в генералы от инфантерии с увольнением от службы (ВП 15.05.1912, с 24.04.1912).
- С началом Первой мировой войны 05.10.1914 возвращён на службу чином генерала от инфантерии и был назначен состоять в резерве чинов при штабе Минского военного округа. Позже — в распоряжении Верховного Главнокомандующего (с 12.08.1915).
- Уволен от службы по прошению 28.04.1917.

Участник Белого движения. C 24 ноября 1918 года (и на 22.01.1919) — в резерве чинов при штабе Главнокомандующего Вооружёнными силами Юга России. Инспектор запасных войск ВСЮР.
Эвакуирован из Новороссийска в Константинополь на корабле «Константин».
В эмиграции в Королевстве Сербов, Хорватов и Словенцев. Начальник Загребского отдела РОВС, позже — Загребского района РОВС. Пётр Алексеевич Коновницын (1901—1965) писал, что Адлерберг был хозяином русского офицерского собрания в Загребе — «высокий, худой с седыми подусниками, всегда в защитной военной форме».
Умер в Загребе 9 апреля 1931 года.
С женой, Любовью Владимировной (урожденная Трофимова), имели пятерых детей: Маргарита (26.01.1881–?), Александр (02.07.1882–?), Владимир (21.08.1884–06.11.1966), Наталия (23.01.1887–?), Герман (1890–1919).

## Награды
- Орден Святой Анны III степени с мечами и бантом (1878)
- Орден Святого Станислава II степени с мечами (1878)
- Орден Святой Анны II степени (1881)
- Орден Святого Владимира IV степени (1887)
- Орден Святого Владимира III степени (1894)
- Орден Святого Станислава I степени (1902)
- Орден Святой Анны I степени (1905)
- Орден Святого Владимира II степени (1909)
- Орден Белого Орла (1915)

Иностранные:
- прусский Орден Красного орла IV степени (1873)
- австрийский Орден Франца-Иосифа кавалерский крест (1874)
- персидский Орден Льва и Солнца III степени (1890)
- румынский Орден Короны командорский крест II степени (1899)
- итальянский Орден Святых Маврикия и Лазаря Большой офицерский крест (1903)